# Liginiac
Liginiac is een gemeente in het Franse departement Corrèze (regio Nouvelle-Aquitaine) en telt 642 inwoners (2011). De plaats maakt deel uit van het arrondissement Ussel.

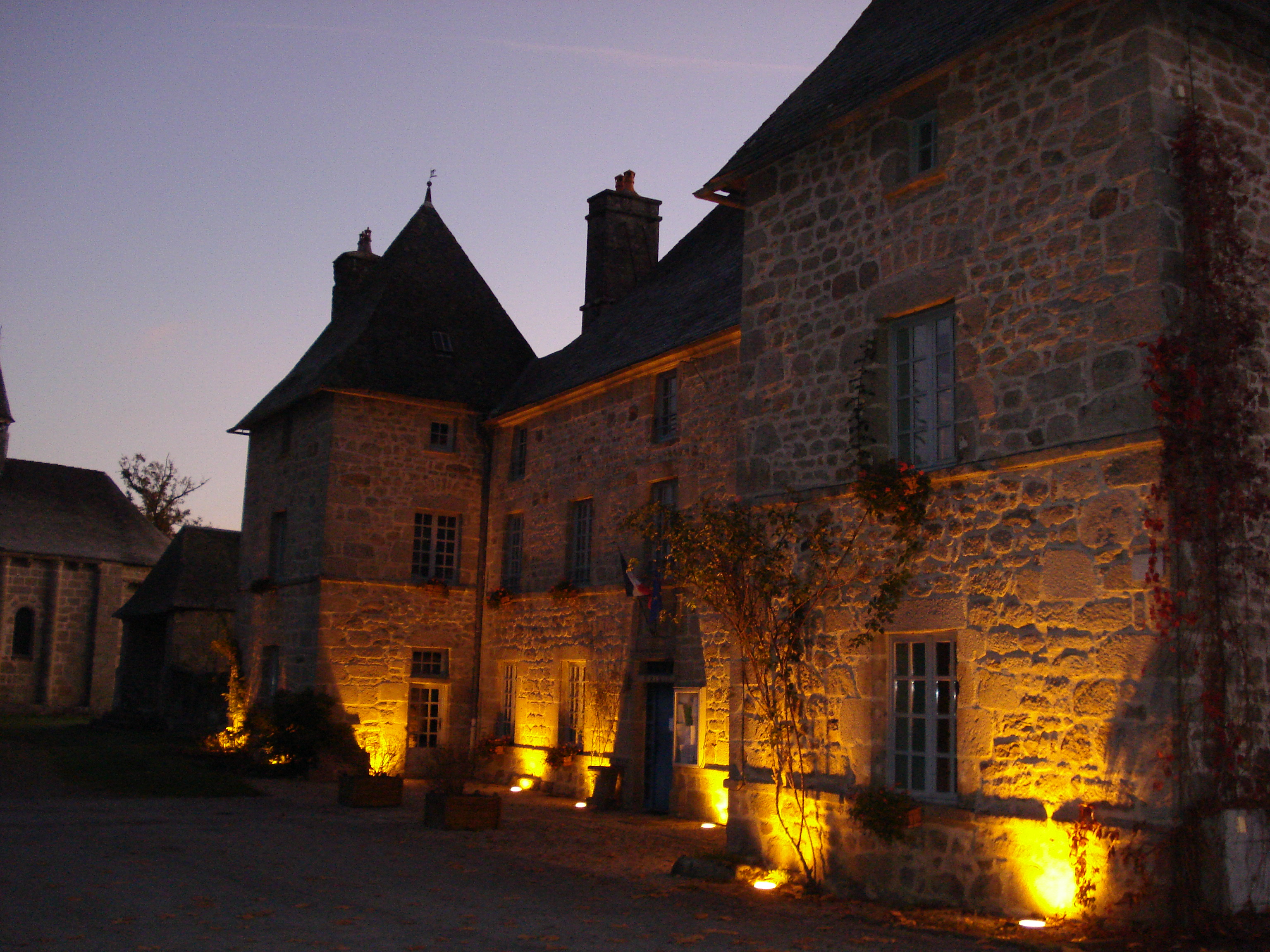
het gemeentehuis
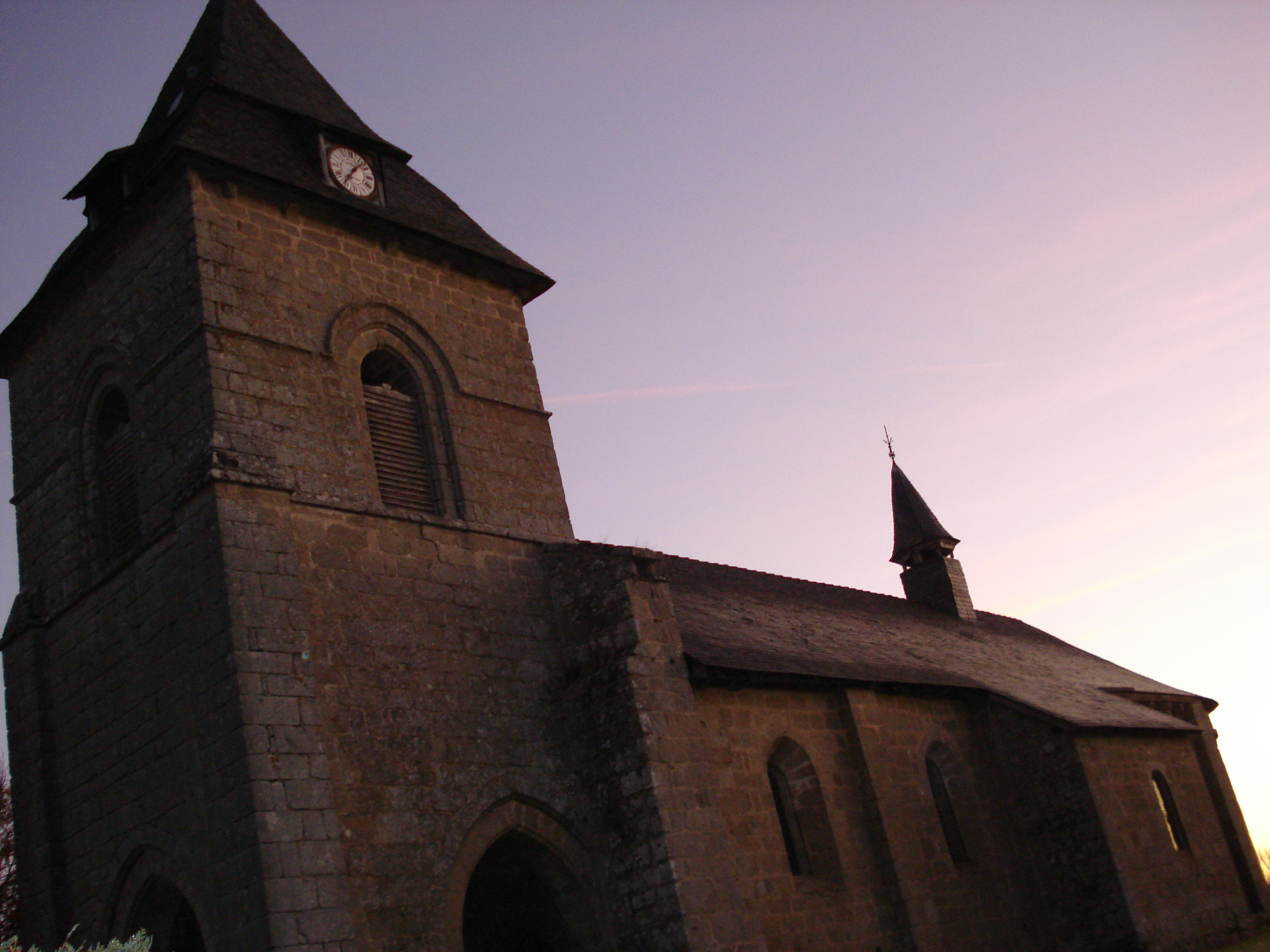
de kerk

## Geografie
De oppervlakte van Liginiac bedraagt 28,7 km², de bevolkingsdichtheid is 22,4 inwoners per km².
Vier kilometer ten zuidoosten ligt de Marègesdam in de Dordogne.
De onderstaande kaart toont de ligging van Liginiac met de belangrijkste infrastructuur en aangrenzende gemeenten.

## Demografie
Onderstaande figuur toont het verloop van het inwonertal (bron: INSEE-tellingen).